# Tour de Santa Catarina de 2013
O Tour de Santa Catarina de 2013 foi a 24ª edição do Tour de Santa Catarina, competição ciclística profissional por etapas realizada no estado de Santa Catarina, disputado de 17 a 21 de abril de 2013. A competição teve 5 etapas, percorrendo uma distância total de 561 kms, e teve início em São Francisco do Sul, terminando em Bom Jardim da Serra. A competição estava inicialmente inscrita para ser um evento 2.2 no circuito UCI America Tour, mas veio a ser removida desse, sendo realizada como uma prova nacional.
Otávio Bulgarelli (Funvic Brasilinvest - São José dos Campos), então o campeão brasileiro de estrada, foi o vencedor da classificação geral, 29 segundos à frente de Murilo Affonso (Clube DataRo de Ciclismo), com Maurício Morandi (GRCE Memorial - Santos) na 3ª colocação a 42 segundos do vencedor. As duas primeiras etapas foram vencidas por fugas, com David Leite sendo o mais rápido da primeira etapa e Joel Candido Junior ganhando a segunda, ao final da qual a liderança passou para as mãos de Maurício Morandi. Nesse ponto, Morandi e Magno Prado Nazaret, dois dos favoritos à vitória na classificação geral, estavam pelo menos 1' 41" à frente da maioria do pelotão e de quase todos os demais favoritos, tendo participado da fuga nas duas primeiras etapas.
O resultado final começou a ser moldado na 3ª etapa. Murilo Affonso foi o vencedor e junto com outros ciclistas, descontou vários segundos da liderança de Morandi. A 4ª etapa foi vencida por Otávio Bulgarelli, e novamente Morandi e Nazaret cederam tempo a vários ciclistas, entre eles Murilo Affonso que assumiu a liderança da prova, 2 segundos à frente de Bulgarelli. Na última e decisiva etapa, Bulgarelli atacou os demais favoritos na subida da Serra do Rio do Rastro e venceu sozinho sua segunda etapa no Tour, levando com isso a vitória geral da competição.
A classificação de metas volantes foi vencida por Joel Candido Junior, que pontuou em 4 das 5 metas volantes da prova, tendo vencido 2 delas (não foram distribuídos pontos nas chegadas de etapas). Ricardo Andrey Ortiz venceu a classificação de montanha. Na classificação por equipes, durante toda a prova a liderança foi da FW Engenharia - Prefeitura de Madalena, até a última etapa quando a Funvic Brasilinvest - São José dos Campos tomou com certa folga a vitória dessa classificação.

## Classificação e Bonificações
A Classificação Geral Individual é a principal da competição. É atribuída calculando-se o tempo total gasto por cada corredor, isto é, adicionando-se os tempos de cada etapa. O corredor com o menor tempo é considerado o líder no momento, e, ao final do evento, é declarado o vencedor geral do Tour. Durante a corrida, o líder da classificação geral usa uma camisa amarela. No Tour de Santa Catarina de 2013, os 3 primeiros colocados de cada etapa recebem bônus de 10, 6 e 4 segundos. Bônus de 3, 2 e 1 segundos são dados aos 3 primeiros ciclistas em cada meta volante.
 A camisa verde é atribuída ao líder da Classificação de Metas Volantes, ou classificação por pontos. Durante as etapas, existem metas volantes que distribuem 5, 3 e 2 pontos aos três primeiros ciclistas que as alcançarem. Quem tiver mais pontos em todas as etapas é o líder da classificação. No Tour de Santa Catarina de 2013, não são distribuídos pontos nas chegadas de etapa.
 Ao líder da Classificação de Montanha, é atribuída a camiseta branca com bolas vermelhas. No topo das subidas categorizadas do Tour, atribuem-se pontos aos primeiros a chegar no topo; quem tiver mais pontos é o líder de montanha. No Tour de Santa Catarina de 2013, existiam duas categorias de subida que pontuavam aos primeiros ciclistas a atingir o ápice das subidas:
- Categoria 1: 10, 8, 6, 4, 2, 1 pts
- Categoria 2: 5, 4, 3 pts

Em 2013, a prova teve 4 prêmios de montanha categoria 2 (nenhum na primeira etapa; 1 na segunda e terceira etapa e 2 na quarta etapa) e 1 prêmio de montanha categoria 1 (o topo da Serra do Rio do Rastro na quinta etapa).
Por fim, a Classificação de Equipes soma os tempos dos 3 primeiros ciclistas de cada equipe em cada etapa.

## Etapas
| Etapa | Data        | Trajeto                                     | Distância | Tipo | Tipo       | Vencedor            |
| ----- | ----------- | ------------------------------------------- | --------- | ---- | ---------- | ------------------- |
| 1     | 17 de abril | São Francisco do Sul – Timbó                | 146 km    |      | Plano      | David Leite         |
| 2     | 18 de abril | Timbó - Witmarsum - Ibirama                 | 133 km    |      | Plano      | Joel Candido Junior |
| 3     | 19 de abril | Rio do Sul - Urubici                        | 143 km    |      | Acidentado | Murilo Affonso      |
| 4     | 20 de abril | Urubici – Mirante da Serra do Rio do Rastro | 85 km     |      | Acidentado | Otávio Bulgarelli   |
| 5     | 21 de abril | Orleans - Bom Jardim da Serra               | 46 km     |      | Montanha   | Otávio Bulgarelli   |

## Equipes
A competição reuniu 14 equipes, sendo 13 nacionais e a seleção do Uruguai. Cada equipe podia inscrever até 6 ciclistas.
| Funvic Brasilinvest - São José dos Campos Clube DataRo de Ciclismo - Cascavel Penks - Vzan - DKS Bike - Maxxis - São Caetano do Sul GRCE Memorial - Prefeitura de Santos Avaí FC - FME Florianópolis - APGF FW Engenharia - Prefeitura de Madalena - Amazonas Bike São Francisco Saúde - Powerade - Botafogo - Ribeirão Preto | Brucicle - FME Brusque - Moofy Hidrorepell Tintas - FME - Bike Point Tupy - Joinville Foccus Cobranças Team de Ciclismo AFC Diroma Farroupilha Seleção do Oeste Seleção do Uruguai |

## Resultados

### Etapa 1:São Francisco do Sul-Timbó
A primeira etapa do Tour de Santa Catarina de 2013 foi realizada dia 17 de abril, em um percurso de 152 kms entre São Francisco do Sul e Timbó. A etapa tinha uma meta volante no km 71, e o pelotão enfrentaria alguns trechos de paralelepípedos, incluindo a chegada em Timbó. Após alguns quilômetros de prova, 10 ciclistas se envolveram em uma queda que resultou no abandono de um atleta da Seleção do Oeste. Após o acidente, com cerca de 45 minutos percorridos, uma fuga de 8 atletas foi formada, mantendo-se na liderança da etapa por aproximadamente 1 hora, mas eventualmente foi neutralizada pelo pelotão.
Uma nova fuga se formou, agora com 5 ciclistas: Magno Nazaret (Funvic Brasilinvest-São José dos Campos), Thiago da Silva (Clube DataRo de Ciclismo), Sixto Nunez Oliveira (Seleção do Uruguai), Fabiano Mota (FW Engenharia - Prefeitura de Madalena) e Joel Candido Júnior (Penks - Vzan - São Caetano do Sul). A fuga passou em primeiro na meta volante do dia, vencida por Fabiano Mota. Impondo um ritmo forte, os escapados abriram 2 minutos e meio de vantagem ao pelotão principal.
Faltando menos de 5 quilômetros para a chegada, a fuga se mantinha na liderança, mas agora reduzida a somente três ciclistas - Thiago da Silva teve um pneu furado a cerca de 10 kms para o final, e pouco depois Joel Candido Júnior também perdeu contato. Entretanto, nos últimos metros, três ciclistas que haviam se desgarrado do pelotão alcançaram e ultrapassaram os outros três líderes, disputando a vitória da etapa em um sprint final. David Leite, da FW Engenharia - Prefeitura de Madalena, conquistou a vitória. Na segunda colocação ficou Gideoni Monteiro, que havia furado o pneu anteriormente na prova, e em terceiro, Maurício Morandi, um dos envolvidos na queda no início da etapa. Os três ciclistas restantes da fuga original chegaram com o mesmo tempo do vencedor. Um segundo grupo formado por 13 ciclistas chegou 53 segundos após o vencedor, ao passo que o pelotão completou a etapa 1' 47" após David Leite.
|   | País    | Ciclista            | Equipe                                 | Tempo      |
| - | ------- | ------------------- | -------------------------------------- | ---------- |
| 1 | Brasil  | David Leite         | FW Engenharia - Prefeitura de Madalena | 3h 24' 27" |
| 2 | Brasil  | Gideoni Monteiro    | São Francisco Saúde - Ribeirão Preto   | m.t.       |
| 3 | Brasil  | Maurício Morandi    | GRCE Memorial - Prefeitura de Santos   | m.t.       |
| 4 | Uruguai | Sixto Nunez Olivera | Seleção do Uruguai                     | m.t.       |
| 5 | Brasil  | Fabiano Mota        | FW Engenharia - Prefeitura de Madalena | m.t.       |

|   | País    | Ciclista            | Equipe                                 | Tempo      |
| - | ------- | ------------------- | -------------------------------------- | ---------- |
| 1 | Brasil  | David Leite         | FW Engenharia - Prefeitura de Madalena | 3h 24' 17" |
| 2 | Brasil  | Gideoni Monteiro    | São Francisco Saúde - Ribeirão Preto   | + 4"       |
| 3 | Brasil  | Maurício Morandi    | GRCE Memorial - Prefeitura de Santos   | + 6"       |
| 4 | Brasil  | Fabiano Mota        | FW Engenharia - Prefeitura de Madalena | + 7"       |
| 5 | Uruguai | Sixto Nunez Olivera | Seleção do Uruguai                     | + 10"      |

### Etapa 2:Timbó-Witmarsum-Ibirama
A 2ª etapa do Tour de Santa Catarina foi realizada dia 18 de abril, percorrendo 133 quilômetros com largada em Timbó, passagem por Ibirama, indo até Witmarsum e voltando para Ibirama para a chegada da etapa. A etapa apresentava uma meta volante e uma meta de montanha, a primeira da corrida em 2013.
O pelotão chegou compacto a ambas metas intermediárias. Joel Candido Junior foi o primeiro na meta volante, à frente de Héctor Figueras e o então líder de pontos, Fabiano Mota. Apesar de Mota somar mais 2 pontos na classificação de metas volantes com a 3ª colocação, Joel Candido assumiu a liderança desta, pois havia sido 2º colocado na meta volante da primeira etapa, somando no total 8 pontos contra 7 de Mota. Já a meta de montanha foi vencida por Renato Ruiz, que com isso tornou-se líder de montanha ao fim da etapa.
Faltando menos de 15 quilômetros para a chegada, uma fuga de 5 atletas foi formada, incluindo três nomes que também estavam presentes na fuga da etapa anterior: Magno Prado Nazaret, Maurício Morandi e Joel Candido Junior. Os outros dois eram Bilker Castro, da Seleção do Uruguai, e Murilo Affonso, do Clube DataRo de Ciclismo. Os escapados conseguiram abrir e manter uma boa vantagem ao pelotão e batalharam pela vitória em Timbó. Em um disputado sprint, Joel Candido Junior levou a vitória da etapa uma bicicleta à frente de Bilker Castro, com os demais atletas da fuga completando o pódio com o mesmo tempo na etapa. O pelotão chegou 44 segundos depois, liderados por Héctor Figueras na 6ª colocação. O então líder David Leite chegou na 16ª colocação, junto com o pelotão, e a vantagem de 44 segundos tornou Maurício Morandi o segundo líder da prova em 2013.
|   | País    | Ciclista            | Equipe                                    | Tempo      |
| - | ------- | ------------------- | ----------------------------------------- | ---------- |
| 1 | Brasil  | Joel Candido Junior | Penks - Vzan - São Caetano do Sul         | 3h 09' 27" |
| 2 | Uruguai | Bilker Castro       | Seleção do Uruguai                        | m.t.       |
| 3 | Brasil  | Murilo Affonso      | Clube DataRo de Ciclismo                  | m.t.       |
| 4 | Brasil  | Maurício Morandi    | GRCE Memorial - Prefeitura de Santos      | m.t.       |
| 5 | Brasil  | Magno Prado Nazaret | Funvic Brasilinvest - São José dos Campos | m.t.       |

|   | País   | Ciclista            | Equipe                                    | Tempo      |
| - | ------ | ------------------- | ----------------------------------------- | ---------- |
| 1 | Brasil | Maurício Morandi    | GRCE Memorial - Prefeitura de Santos      | 6h 33' 50" |
| 2 | Brasil | Magno Prado Nazaret | Funvic Brasilinvest - São José dos Campos | + 4"       |
| 3 | Brasil | David Leite         | FW Engenharia - Prefeitura de Madalena    | + 38"      |
| 4 | Brasil | Gideoni Monteiro    | São Francisco Saúde - Ribeirão Preto      | + 42"      |
| 5 | Brasil | Fabiano Mota        | FW Engenharia - Prefeitura de Madalena    | + 45"      |

### Etapa 3:Rio do Sul-Urubici
Após as relativamente planas primeiras duas etapas, as subidas começaram a predominar na 3ª etapa, realizada em 20 de abril, percorrendo 143 quilômetros entre Rio do Sul e Urubici. O pelotão enfrentaria duas serras: a primeira em Alfredo Wagner, e a segunda, a Serra do Panelão. Uma descida de 7 quilômetros e mais alguns poucos quilômetros planos separavam o topo da segunda serra da chegada em Urubici, tornando-a um potencial lugar para ataques. A etapa ainda apresentava um prêmio de montanha, no km 90, e uma meta volante, no km 106.
Durante a etapa, houve várias tentativas de fuga, rapidamente neutralizadas pelo pelotão. Thiago da Silva, em uma fuga, levou o único prêmio de montanha da etapa. Poucos quilômetros depois, uma nova fuga levou a meta volante do dia, com Otávio Bulgarelli conseguindo o máximo de pontos.
Na última subida, vários ciclistas tentaram ataques, entre eles o vice-líder Magno Prado Nazaret, que foi imediatamente respondido pelo camisa amarela Maurício Morandi. Entretanto, nenhum ataque teve grande sucesso, e um grupo de cerca de 10 ciclistas chegou ao topo da serra junto. Mas na descida e nos quilômetros restantes, as tentativas continuaram, e Murilo Affonso, Felipe Marques e Maurício Knapp conseguiram abrir uma boa vantagem chegando em Urubici. Em outra disputada chegada, Murilo bateu Felipe no sprint pela vitória da etapa. Maurício Morandi chegou junto com Magno Nazaret, em 9º e 8º, respectivamente, a 55 segundos do vencedor. Morandi manteve a camisa de líder, mas viu David Leite e Murilo Affonso ficarem mais próximos da liderança, com o vencedor da etapa subindo de 22º para 5º na classificação geral. Não houve mudança na liderança das demais classificações.
|   | País   | Ciclista             | Equipe                                 | Tempo      |
| - | ------ | -------------------- | -------------------------------------- | ---------- |
| 1 | Brasil | Murilo Affonso       | Clube DataRo de Ciclismo               | 3h 31' 36" |
| 2 | Brasil | Felipe Marques       | FW Engenharia - Prefeitura de Madalena | m.t.       |
| 3 | Brasil | Maurício Knapp       | São Francisco Saúde - Ribeirão Preto   | + 2"       |
| 4 | Brasil | Ricardo Pscheidt     | Tupy - Joinville                       | + 24"      |
| 5 | Brasil | Ricardo Andrey Ortiz | Penks - Vzan - São Caetano do Sul      | + 35"      |

|   | País   | Ciclista            | Equipe                                    | Tempo       |
| - | ------ | ------------------- | ----------------------------------------- | ----------- |
| 1 | Brasil | Maurício Morandi    | GRCE Memorial - Prefeitura de Santos      | 10h 06' 21" |
| 2 | Brasil | Magno Prado Nazaret | Funvic Brasilinvest - São José dos Campos | + 4"        |
| 3 | Brasil | David Leite         | FW Engenharia - Prefeitura de Madalena    | + 18"       |
| 4 | Brasil | Felipe Marques      | FW Engenharia - Prefeitura de Madalena    | + 40"       |
| 5 | Brasil | Murilo Affonso      | Clube DataRo de Ciclismo                  | + 41"       |

### Etapa 4:Urubici-Mirante da Serra do Rio do Rastro
A 4ª etapa da prova, realizada em 21 de abril, foi de Urubici até o Mirante da Serra do Rio do Rastro, em um percurso de 85 quilômetros com diversas subidas - a principal delas logo na largada, uma subida de 10 quilômetros na qual estava localizado o primeiro prêmio de montanha da prova.
No decorrer da etapa, houve diversos ataques, mas o pelotão, cada vez mais reduzido pelas subidas, conseguiu neutralizar boa parte deles. A menos de 20 quilômetros da chegada, Ricardo Pscheidt (Tupy - Joinville) e Murilo Affonso (Clube DataRo de Ciclismo) conseguiram abrir uma vantagem para o pelotão. A cerca de 9 quilômetros do fim, Otávio Bulgarelli (Funvic Brasilinvest-São José dos Campos) e Joel Candido Junior (Penks - Vzan - São Caetano do Sul) se desgarraram do pelotão e partiram em busca dos dois líderes, alcançando-os 2 quilômetros depois, quando os escapados tinham cerca de 30 segundos de vantagem para o pelotão principal. A 5 quilômetros do fim, numa das curtas subidas do fim do percurso, Bulgarelli atacou novamente, conseguindo se desgarrar sozinho e vencendo a etapa isolado. Seus três companheiros de fuga chegaram nas posições seguintes, a 25 segundos do vencedor, com Joel Candido Junior garantindo a 2ª colocação. Um outro grupo intermediário de 4 ciclistas se desgarrou do pelotão e chegou 58 segundos após Bulgarelli, até que o pelotão dos 4 primeiros na colocação geral até então, reduzido a 13 ciclistas, finalmente alcançou a chegada 1 minuto e 15 segundos após o vencedor, com o camisa amarela Maurício Morandi cruzando a linha na 12ª posição.
Com isso, a etapa novamente viu consideráveis mudanças na classificação geral. Murilo Affonso se tornou o novo camisa amarela, com Otávio Bulgarelli subindo para a 2ª colocação geral a apenas 2 segundos de Murilo. O ex-líder Maurício Morandi caiu para a 3ª colocação geral, 9 segundos atrás de Affonso. Outra classificação que viu uma mudança de líder foi a classificação de montanha, cuja camisa passou das mãos de Renato Ruiz para Ricardo Andrey Ortiz.
|   | País   | Ciclista            | Equipe                                    | Tempo      |
| - | ------ | ------------------- | ----------------------------------------- | ---------- |
| 1 | Brasil | Otávio Bulgarelli   | Funvic Brasilinvest - São José dos Campos | 2h 19' 57" |
| 2 | Brasil | Joel Candido Junior | Penks - Vzan - São Caetano do Sul         | + 25"      |
| 3 | Brasil | Ricardo Pscheidt    | Tupy - Joinville                          | m.t.       |
| 4 | Brasil | Murilo Affonso      | Clube DataRo de Ciclismo                  | m.t.       |
| 5 | Brasil | Adélio Silva        | FW Engenharia - Prefeitura de Madalena    | + 58"      |

|   | País   | Ciclista            | Equipe                                    | Tempo       |
| - | ------ | ------------------- | ----------------------------------------- | ----------- |
| 1 | Brasil | Murilo Affonso      | Clube DataRo de Ciclismo                  | 12h 27' 24" |
| 2 | Brasil | Otávio Bulgarelli   | Funvic Brasilinvest - São José dos Campos | + 2"        |
| 3 | Brasil | Maurício Morandi    | GRCE Memorial - Prefeitura de Santos      | + 9"        |
| 4 | Brasil | Magno Prado Nazaret | Funvic Brasilinvest - São José dos Campos | + 13"       |
| 5 | Brasil | David Leite         | FW Engenharia - Prefeitura de Madalena    | + 24"       |

### Etapa 5:Orleans-Bom Jardim da Serra
A última etapa da prova, apesar de ser a mais curta, percorrendo somente 46 quilômetros entre Orleans e Bom Jardim da Serra, era considerada a etapa rainha da prova, nome dado à etapa de uma corrida por etapas que é considerada a mais difícil, normalmente em termos de montanhas. Isso porque a etapa apresentava a tradicional subida da Serra do Rio do Rastro, subida de 15,5 quilômetros em média de 6,4% de inclinação (ganho de altitude de 989 metros) que, presente em todas as edições da prova, geralmente é decisiva para a classificação geral.
Na primeira parte da etapa, o pelotão foi controlado pelos ciclistas da DataRo, visando proteger a liderança de Murilo Affonso. Mas conforme a subida gradualmente ficava mais íngreme e o pelotão ficava menor, foi a Funvic - São José dos Campos quem começou a ditar o ritmo da prova. Pedro Nicácio foi o primeiro da equipe a atacar, e, logo que ele foi alcançado, seu companheiro de equipe Magno Prado Nazaret atacou, percorrendo boa parte da subida à frente do grupo perseguidor - que, nos quilômetros finais, era composto por 6 ciclistas: o líder Murilo Affonso (Clube DataRo de Ciclismo), o ex-líder Maurício Morandi (GRCE Memorial - Prefeitura de Santos), Maurício Knapp (São Francisco Saúde - Ribeirão Preto), Ricardo Andrey Ortiz (Penks - Vzan - São Caetano do Sul) e Pedro Nicácio e Otávio Bulgarelli, ambos da Funvic - São José dos Campos.
A cerca de 700 metros do topo da subida, a fuga de Nazaret teve fim quando seu companheiro de equipe e 2º colocado geral Otávio Bulgarelli atacou. Ele foi prontamente respondido pelo camisa amarela Murilo Affonso, mas conseguiu abrir uma vantagem e cruzou o topo sozinho. Ricardo Andrey Ortiz foi o 2º na meta de montanha no topo da subida, o que lhe garantiu a vitória na classificação de montanha. Nos restantes 11 quilômetros planos até a chegada em Bom Jardim da Serra, Bulgarelli ampliou sua vantagem e venceu, isolado, sua segunda etapa seguida. Maurício Knapp, que se desgarrou dos demais perseguidores no trecho após a serra e chegou a estar a poucos segundos de Bulgarelli, chegou em 2º lugar, a 16 segundos do vencedor. O camisa amarela Murilo Affonso foi o terceiro, 31 segundos mais lento que Bulgarelli. Com isso, a liderança do Tour terminou nas mãos de Bulgarelli, que conquistou a vitória geral 29 segundos à frente de Murilo Affonso e 42 segundos à frente de Maurício Morandi, respectivamente 2º e 3º colocados gerais.
| Resultado Etapa 5 \| \| País \| Ciclista \| Equipe \| Tempo \| \| - \| ---- \| ------------------- \| ----------------------------------------- \| ---------- \| \| 1 \| \| Otávio Bulgarelli \| Funvic Brasilinvest - São José dos Campos \| 1h 25' 52" \| \| 2 \| \| Maurício Knapp \| São Francisco Saúde - Ribeirão Preto \| + 16" \| \| 3 \| \| Murilo Affonso \| Clube DataRo de Ciclismo \| + 31" \| \| 4 \| \| Magno Prado Nazaret \| Funvic Brasilinvest - São José dos Campos \| + 35" \| \| 5 \| \| Pedro Nicácio \| Funvic Brasilinvest - São José dos Campos \| m.t. \| |        |                     |                                           |            |
| | País   | Ciclista            | Equipe                                    | Tempo      |
| 1 | Brasil | Otávio Bulgarelli   | Funvic Brasilinvest - São José dos Campos | 1h 25' 52" |
| 2 | Brasil | Maurício Knapp      | São Francisco Saúde - Ribeirão Preto      | + 16"      |
| 3 | Brasil | Murilo Affonso      | Clube DataRo de Ciclismo                  | + 31"      |
| 4 | Brasil | Magno Prado Nazaret | Funvic Brasilinvest - São José dos Campos | + 35"      |
| 5 | Brasil | Pedro Nicácio       | Funvic Brasilinvest - São José dos Campos | m.t.       |

## Resultados Finais
| Classificação Geral após Etapa 5 (Resultado final) \| \| País \| Ciclista \| Equipe \| Tempo \| \| -- \| ---- \| -------------------- \| ----------------------------------------- \| ----------- \| \| 1 \| \| Otávio Bulgarelli \| Funvic Brasilinvest - São José dos Campos \| 13h 53' 18" \| \| 2 \| \| Murilo Affonso \| Clube DataRo de Ciclismo \| + 29" \| \| 3 \| \| Maurício Morandi \| GRCE Memorial - Prefeitura de Santos \| + 42" \| \| 4 \| \| Magno Prado Nazaret \| Funvic Brasilinvest - São José dos Campos \| + 46" \| \| 5 \| \| Maurício Knapp \| São Francisco Saúde - Ribeirão Preto \| + 50" \| \| 6 \| \| Ricardo Pscheidt \| Tupy - Joinville \| + 2' 35" \| \| 7 \| \| Ricardo Andrey Ortiz \| Penks - Vzan - São Caetano do Sul \| + 2' 47" \| \| 8 \| \| David Leite \| FW Engenharia - Prefeitura de Madalena \| + 3' 47" \| \| 9 \| \| Adélio Silva \| FW Engenharia - Prefeitura de Madalena \| + 3' 49" \| \| 10 \| \| Felipe Marques \| FW Engenharia - Prefeitura de Madalena \| + 4' 09" \| |        |                      |                                           |             |
| | País   | Ciclista             | Equipe                                    | Tempo       |
| 1 | Brasil | Otávio Bulgarelli    | Funvic Brasilinvest - São José dos Campos | 13h 53' 18" |
| 2 | Brasil | Murilo Affonso       | Clube DataRo de Ciclismo                  | + 29"       |
| 3 | Brasil | Maurício Morandi     | GRCE Memorial - Prefeitura de Santos      | + 42"       |
| 4 | Brasil | Magno Prado Nazaret  | Funvic Brasilinvest - São José dos Campos | + 46"       |
| 5 | Brasil | Maurício Knapp       | São Francisco Saúde - Ribeirão Preto      | + 50"       |
| 6 | Brasil | Ricardo Pscheidt     | Tupy - Joinville                          | + 2' 35"    |
| 7 | Brasil | Ricardo Andrey Ortiz | Penks - Vzan - São Caetano do Sul         | + 2' 47"    |
| 8 | Brasil | David Leite          | FW Engenharia - Prefeitura de Madalena    | + 3' 47"    |
| 9 | Brasil | Adélio Silva         | FW Engenharia - Prefeitura de Madalena    | + 3' 49"    |
| 10 | Brasil | Felipe Marques       | FW Engenharia - Prefeitura de Madalena    | + 4' 09"    |

|   | País   | Ciclista            | Equipe                                 | Pontos |
| - | ------ | ------------------- | -------------------------------------- | ------ |
| 1 | Brasil | Joel Candido Junior | Penks - Vzan - São Caetano do Sul      | 16 pts |
| 2 | Brasil | Fabiano Mota        | FW Engenharia - Prefeitura de Madalena | 10 pts |
| 3 | Brasil | Gilberto Góis       | Tupy - Joinville                       | 8 pts  |

|   | País   | Ciclista             | Equipe                                    | Pontos |
| - | ------ | -------------------- | ----------------------------------------- | ------ |
| 1 | Brasil | Ricardo Andrey Ortiz | Penks - Vzan - São Caetano do Sul         | 17 pts |
| 2 | Brasil | Otávio Bulgarelli    | Funvic Brasilinvest - São José dos Campos | 13 pts |
| 3 | Brasil | Murilo Affonso       | Clube DataRo de Ciclismo                  | 9 pts  |

| Classificação de Equipes após Etapa 5 (Resultado final) \| \| País \| Equipe \| Tempo \| \| - \| ---- \| ------------------------------------------------------ \| ----------- \| \| 1 \| \| Funvic Brasilinvest - São José dos Campos \| 41h 44' 46" \| \| 2 \| \| FW Engenharia - Prefeitura de Madalena - Amazonas Bike \| + 5' 22" \| \| 3 \| \| Clube DataRo de Ciclismo - Cascavel \| + 8' 37" \| |        |                                                        |             |
| | País   | Equipe                                                 | Tempo       |
| 1 | Brasil | Funvic Brasilinvest - São José dos Campos              | 41h 44' 46" |
| 2 | Brasil | FW Engenharia - Prefeitura de Madalena - Amazonas Bike | + 5' 22"    |
| 3 | Brasil | Clube DataRo de Ciclismo - Cascavel                    | + 8' 37"    |

## Evolução dos Líderes
| Etapa | Vencedor            | Classificação Geral | Classificação de Metas Volantes | Classificação de Montanha | Classificação por Equipes                 |
| ----- | ------------------- | ------------------- | ------------------------------- | ------------------------- | ----------------------------------------- |
| 1     | David Leite         | David Leite         | Fabiano Mota                    | Sem resultados            | FW Engenharia - Prefeitura de Madalena    |
| 2     | Joel Candido Junior | Maurício Morandi    | Joel Candido Junior             | Renato Ruiz               | FW Engenharia - Prefeitura de Madalena    |
| 3     | Murilo Affonso      | Maurício Morandi    | Joel Candido Junior             | Renato Ruiz               | FW Engenharia - Prefeitura de Madalena    |
| 4     | Otávio Bulgarelli   | Murilo Affonso      | Joel Candido Junior             | Ricardo Andrey Ortiz      | FW Engenharia - Prefeitura de Madalena    |
| 5     | Otávio Bulgarelli   | Otávio Bulgarelli   | Joel Candido Junior             | Ricardo Andrey Ortiz      | Funvic Brasilinvest - São José dos Campos |
| Final | Final               | Otávio Bulgarelli   | Joel Candido Junior             | Ricardo Andrey Ortiz      | Funvic - São José dos Campos              |